# 6. armija (Njemačko Carstvo)
6. armija (njem. 6. Armee / Armeeoberkommando 6 / A.O.K. 6) je bila vojna formacija njemačke vojske u Prvom svjetskom ratu. Tijekom Prvog svjetskog rata djelovala je na Zapadnom bojištu.

## Povijest
Šesta armija formirana je 2. kolovoza 1914. sa sjedištem stožera u Münchenu. Njezinim prvim zapovjednikom postao je bavarski krunski princ Rupprecht kojemu je načelnik stožera bio general bojnik Konrad Krafft von Dellmensingen. Šesta armija sastojala se većinom od jedinica bavarske vojske koja je u okviru Njemačkog Carstva zadržala svoju samostalnost, te se na početku sastojala od pet korpusa i to XXI., I. bavarskog, II. bavarskog, III. bavarskog i I. bavarskog pričuvnog korpusa s 220.000 vojnika. 
Na početku rata 6. armija je držala položaje u Loreni, te je u Bitci u Loreni (14. – 25. kolovoza 1914.) zaustavila francuski napad, te protunapadom povratila položaje koji su izgubljeni francuskim napredovanjem. Nakon njemačkog poraza u Prvoj bitci na Marni, 6. armija je premještena na sjever, te je sudjelovala u bitkama poznatim pod nazivom Trka k moru (15. rujna – 15. listopada 1914.) u kojem su njemačke snage i saveznici nastojali obuhvatiti protivničko sjeverno krilo. Šesta armija je tako sudjelovala u Prvoj bitci u Pikardiji (22. – 26. rujna 1914.), Bitci kod Alberta (25. – 29. rujna 1914.), kao i u Bitci kod Arrasa (1. – 4. listopada 1914.). Odmah nakon Bitke kod Arrasa, 6. armija sudjeluje u Bitci kod La Basseea (12. – 27. listopada 1914.), te Prvoj bitci kod Ypresa (19. listopada – 11. studenog 1914.) u kojoj zajedno s 4. armijom nije uspjela zauzeti važno prometno središte Ypres. U siječnju 1915. stožer 6. armije premješten je u Lille, da bi godinu dana nakon toga u veljači 1916. bio premješten u Douai. Kako je rat na Zapadnom bojištu prerastao u rovovski rat, bavarske jedinice koje su činile 6. armiju polako su premještane na druga bojišta tako da je 6. armija polako gubila svoj bavarski karakter. 

U proljeće 1915. 6. armija suzbija saveznički napad u Drugoj bitci u Artoisu (9. svibnja – 18. lipnja 1915.) i nakon toga u Trećoj bitci u Artoisu (15. rujna – 4. studenog 1915.) u kojoj su saveznici u borbama protiv 6. armije koristili i bojne otrove.
U kolovozu 1916. princa Rupprechta koji je postao zapovjednikom grupe armije nazvane njegovim imenom, zamjenjuje general-pukovnik Ludwig von Falkenhausen. Nakon relativnog zatišja na dijelu bojišta koji je držala 6. armija, ista sudjeluje u travnju u novoj Bitci kod Arrasa (9. travanj – 16. svibanj 1917.). Tijekom navedene bitke zbog propusta u suzbijanju britanskog napada i poraza kod Vimy Ridgea smijenjen je zapovjednik 6. armije Ludwig von Falkenhausen, te ga je na mjestu zapovjednika zamijenio general pješaštva Otto von Below. Otto von Below je zapovijedao 6. armijom do rujna 1917. kada ga je na tom mjestu zamijenio general pješaštva Ferdinand von Quast koji je 6. armijom zapovijedao sve do kraja rata.
Šesta armija sudjelovala je u Trećoj bitci u Flandriji (7. – 29. travnja 1918.) ili Operaciji Georgette, drugom napadu njemačke Proljetne ofenzive. U navedenoj bitci 6. armija je zajedno s 4. armijom potisnula britanske snage, ali nije uspjela zauzeti Ypres i kanalske luke što je bio cilj ofenzive. Šesta armija se nakon završetka rata povlačila prema Njemačkoj sve do Iserlohna gdje je konačno i rasformirana 24. siječnja 1919. godine.

## Zapovjednici
princ Rupprecht (2. kolovoza 1914. – 28. kolovoza 1916.)

Ludwig von Falkenhausen (28. kolovoza 1916. – 22. travnja 1917.)

Otto von Below (22. travnja 1917. – 9. rujna 1917.)

Ferdinand von Quast (9. rujna 1917. – 1. siječnja 1919.)

## Načelnici stožera
Konrad Krafft von Dellmensingen (2. kolovoza 1914. – 19. svibnja 1915.)
Gustav von der Wenge (19. svibnja 1915. – 24. studenog 1915.)
Hermann von Kuhl (24. studenog 1915. – 28. kolovoza 1916.)
Friedrich von der Schulenburg (28. kolovoza 1916. – 25. studenog 1916.)
Karl von Nagel zu Aichberg (25. studenog 1916. – 11. travnja 1917.)
Fritz von Lossberg (11. travnja 1917. – 12. lipnja 1917.)
Max Stapff (12. lipnja 1917. – 27. kolovoza 1917.)
Hermann von Lenz (27. kolovoza 1917. – 8. kolovoza 1918.)
Adolf Herrgott (8. kolovoza 1918. – 1. siječnja 1919.)

## Bitke
Bitka u Loreni (14. – 25. kolovoza 1914.)
Prva bitka u Pikardiji (22. – 26. rujna 1914.)
Bitka kod Alberta (25. – 29. rujna 1914.)
Bitka kod Arrasa (1914.) (1. – 4. listopada 1914.)
Bitka kod La Basseea (12. – 27. listopada 1914.)
Prva bitka kod Ypresa (19. listopada – 11. studenog 1914.)
Druga bitka u Artoisu (9. svibnja – 18. lipnja 1915.)
Treća bitka u Artoisu (15. rujna – 4. studenog 1915.)
Bitka kod Arrasa (1917.) (9. travanj – 16. svibanj 1917.)
Treća bitka u Flandriji (7. – 29. travanj 1918.)

## Vojni raspored 6. armije na početku Prvog svjetskog rata
Zapovjednik: princ Rupprecht

Načelnik stožera: general bojnik Konrad Krafft von Dellmensingen

- XXI. korpus (genpj. Fritz von Below)
  - 31. pješačka divizija (gen. Berrer)
  - 42. pješačka divizija (gen. Bredow)

- I. bavarski korpus (genpj. Oskar von Xylander)
  - 1. bavarska divizija (gen. A. Schoch)
  - 2. bavarska divizija (gen. Hetzel)

- II. bavarski korpus (genpj. Karl von Martini)
  - 3. bavarska divizija (gen. Breitkopf)
  - 4. bavarska divizija (gen. Graf)

- III. bavarski korpus (genkonj. Ludwig von Gebsattel)
  - 5. bavarska divizija (gen. G. Schoch)
  - 6. bavarska divizija (gen. Höhn)

- I. bavarski pričuvni korpus (genpj. Karl von Fasbender)
  - I. bavarska pričuvna divizija (gen. Göringer)
  - 5. bavarska pričuvna divizija (gen. Kress von Kressenstein)

- III. konjički korpus (genkonj. Rudolf von Frommel)
  - 7. konjička divizija (gen. Heydebreck)
  - 8. konjička divizija (gen. von der Schulenberg - Hehlen)
  - bavarska konjička divizija (gen. Stetten)Otto von Below, zapovjednik 6. armije u Bitci kod Arrasa

## Vojni raspored 6. armije Prvoj bitci kod Ypresa
Zapovjednik: princ Rupprecht

Načelnik stožera: general bojnik Konrad Krafft von Dellmensingen

- II. korpus (genpj. Alexander von Linsingen)
  - 3. pješačka divizija (gen. Trossel)
  - 4. pješačka divizija (gen. Freyer)

- VII. korpus (genpj. Eberhard von Claer)
  - 13. pješačka divizija (gen. von dem Borne)
  - 14. pješačka divizija (gen. Fleck)

- XIII. korpus (genpj. Max von Fabeck)
  - 26. pješačka divizija (vojv. Urach)
  - 25. pričuvna divizija (gen. Helldorff)

- XIX. korpus (genkonj. Maximilian von Laffert)
  - 24. pješačka divizija (gen. Nidda)
  - 40. pješačka divizija (gen. Olenhusen)

- XIV. pričuvni korpus (genpj. Hermann von Stein)
  - 26. pričuvna divizija (gen. Soden)
  - 6. bavarska pričuvna divizija (gen. Speidel)

## Vojni raspored 6. armije sredinom prosinca 1914.
Zapovjednik: princ Rupprecht

Načelnik stožera: general bojnik Konrad Krafft von Dellmensingen

- Gardijski korpus (genpj. Karl von Plettenberg)
  - 1. gardijska divizija (gen. Hutier)
  - 3. gardijska divizija (gen. Marschall)

- IV. korpus (genpj. Friedrich Sixt von Arnim)
  - 7. pješačka divizija (gen. Riedel)
  - 8. pješačka divizija (gen. Hildebrandt)

- VII. korpus (genpj. Eberhard von Claer)
  - 13. pješačka divizija (gen. von dem Borne)
  - 14. pješačka divizija (gen. Fleck)

- XIV. korpus (genpor. Theodor von Watter)
  - 26. pješačka divizija (vojv. Urach)
  - 29. pješačka divizija (gen. Isbert)

- XIX. korpus (genkonj. Maximilian von Laffert)
  - 24. pješačka divizija (gen. Krug von Nidda)
  - 40. pješačka divizija (gen. Götz von Olenhusen)

- II. bavarski korpus (genpor. Otto von Stetten)
  - 3. bavarska divizija (gen. Breitkopf)
  - 4. bavarska divizija (gen. Schrott)

- I. bavarski pričuvni korpus (genpj. Karl von Fasbender)
  - 1. bavarska pričuvna divizija (gen. Göringer)
  - 5. bavarska pričuvna divizija (gen. Kress von Kressenstein)

## Vojni raspored 6. armije krajem kolovoza 1916.
Zapovjednik: general pukovnik Ludwig von Falkenhausen

Načelnik stožera: pukovnik Friedrich von der Schulenburg

- VI. pričuvni korpus (genpj. Konrad von Gossler)
  - 12. pričuvna divizija (gen. Dumrath)
  - 11. pričuvna divizija (gen. Hertzenberg)

- XXVII. pričuvni korpus (genpj. Oskar von Ehrenthal)
  - 54. pričuvna divizija (gen. Knoerzer)
  - 53. pričuvna divizija (gen. Leuthold)

- XIX. korpus (genkonj. Maximilian von Laffert)
  - 24. pješačka divizija (gen. Hammer)
  - 40. pješačka divizija (gen. Götz von Olenhusen)

- IX. pričuvni korpus (genpj. Max von Boehn)
  - 17. pričuvna divizija (gen. Freytag-Loringhoven)
  - 18. pričuvna divizija (gen. Wellmann)

- III. bavarski korpus (genkonj. Ludwig von Gebsattel)
  - 5. bavarska divizija (gen. Enders)
  - 23. pričuvna divizija (gen. Watzdorf)
  - 183. pješačka divizija (gen. Schüssler)

- IV. korpus (genpj. Friedrich Sixt von Arnim)
  - 7. pješačka divizija (gen. Riedel)
  - 8. pješačka divizija (gen. Hamann)

## Vojni raspored 6. armije u ožujku 1917.
Zapovjednik: general pukovnik Ludwig von Falkenhausen

Načelnik stožera: pukovnik Karl von Nagel zu Aichberg

- II. bavarski korpus (genkonj. Otto von Stetten)
  - 4. bavarska divizija (princ Franjo Bavarski)
  - 3. bavarska divizija (gen. Wenninger)

- III. bavarski korpus (genpor. Hermann von Stein)
  - 5. bavarska divizija (gen. Enders)
  - 6. bavarska divizija (gen. Godin)
  - 6. bavarska pričuvna divizija (gen. Köberle)

- IV. korpus (genpor. Richard von Kraewel)
  - 7. pješačka divizija (gen. von der Esch)
  - 8. pješačka divizija (gen. Hamann)

- VI. pričuvni korpus (genpor. Kurt von dem Borne)
  - 11. pričuvna divizija (gen. Hertzenberg)
  - 16. bavarska divizija (gen. Möhl)

- I. bavarski pričuvni korpus (genpj. Karl von Fasbender)
  - 79. pričuvna divizija (gen. Bacmeister)
  - 1. bavarska pričuvna divizija (gen. Pechmann)

- XII. korpus (genpor. Horst von der Planitz)
  - 24. pričuvna divizija (gen. Morgenstern-Doring)
  - 23. pričuvna divizija (gen. Leuckart von Weissdorf)
  - 220. pješačka divizija (gen. Bassewitz)

- Armijska pričuva
  - 49. pričuvna divizija (gen. Unger)
  - 80. pričuvna divizija (gen. Körner)

## Vojni raspored 6. armije u lipnju 1917.
Zapovjednik: general pješaštva Otto von Below

Načelnik stožera: bojnik Max Stapff

- XIX. korpus (genkonj. Maximilian von Laffert)
  - 79. pričuvna divizija (gen. Bacmeister)
  - 1. bavarska pričuvna divizija (gen. Pechmann)

- IV. korpus (genpor. Richard von Kraewel)
  - 185. pješačka divizija (gen. Uthmann)
  - 8. pješačka divizija (vojv. Ernst)

- VI. pričuvni korpus (genpor. Kurt von dem Borne)
  - 56. pješačka divizija (gen. Wichmann)
  - 11. pričuvna divizija (gen. Hertzenberg)
  - 4. gardijska divizija (gen. Finck)

- I. bavarski pričuvni korpus (genpj. Karl von Fasbender)
  - 6. bavarska divizija (gen. Koch)
  - 5. bavarska divizija (gen. Enders)
  - 238. pješačka divizija (gen. H. Below)

- XIV. pričuvni korpus (genpor. Otto von Moser)
  - 26. pješačka divizija (gen. Hofacker)
  - 17. pričuvna divizija (gen. Mutius)
  - 236. pješačka divizija (gen. Mühry)
  - 220. pješačka divizija (gen. Bassewitz)

- Gardijski pričuvni korpus (genpor. Wolf Marschall von Altengottern)
  - 26. pričuvna divizija (gen. Fritsch)
  - 3. gardijska divizija (gen. Lindequist)

- Armijska pričuva
  - 36. pješačka divizija (gen. Kehler)
  - 6. bavarska pričuvna divizija (gen. Köberle)
  - 1. gardijska pričuvna divizija (gen. Tiede)

## Vojni raspored 6. armije krajem listopada 1918.
Zapovjednik: general pješaštva Ferdinand von Quast
Načelnik stožera: potpukovnik Adolf Herrgott

- LV. korpus (genkonj. Friedrich von Bernhardi)
  - 38. pješačka divizija (gen. Schultheis)
  - 12. bavarska divizija (gen. Nagel)
  - 5. bavarska divizija (gen. Clauss)
  - 4. ersatzka divizija (gen. F. Bronsart von Schellendorff)
  - 9. pričuvna divizija (gen. Zglinicki)

- IV. korpus (genpor. Richard von Kraewel)
  - 2. gardijska pričuvna divizija (gen. Cramer)
  - 36. pješačka divizija (gen. Leipzig)

- XL. pričuvni korpus (genpor. Paul Grünert)
  - 16. pješačka divizija (gen. Stolzmann)
  - 8. pješačka divizija (gen. Hamann)

- XI. korpus (genpor. Viktor Kühne)

## Vanjske poveznice
(eng.) 6. armija na stranici Prussian Machine.com

(njem.) 6. armija na stranici Deutschland14-18.de  Arhivirana inačica izvorne stranice od 5. listopada 2013. (Wayback Machine)

(njem.) 6. armija na stranici Wiki-de.genealogy.net